# بانیس د لا انسینا
بانیُس دُ لا اِنسینا (به اسپانیایی: Baños de la Encina) یکی از دهستان‌های استان خائن در کشور اسپانیا است. این شهر با مساحت ۳۹۲ کیلومتر مربع، ۲۶۹۴ تن جمعیت دارد.